# يان يي مين
يان يي مين (بالصينية: 闫义明) هو لاعب كرة قدم صيني في مركز الهجوم، ولد في 4 فبراير 1998. لعب مع نادي سان إجناسيو.

## وصلات خارجية
- يان يي مين على موقع قاعدة بيانات كرة القدم.إي يو (الإنجليزية)
- يان يي مين على موقع Soccerway.com (الإنجليزية)